# D.O.
Ne pas confondre avec d.o., abréviation de degré d'oxydation
Dans ce nom coréen, le nom de famille, Do, précède le nom personnel.
 (février 2024).
Si vous disposez d'ouvrages ou d'articles de référence ou si vous connaissez des sites web de qualité traitant du thème abordé ici, merci de compléter l'article en donnant les références utiles à sa vérifiabilité et en les liant à la section « Notes et références ».
Do Kyung-soo (hangeul : 도경수 ; hanja : 都暻秀 ; RR : Do Gyeong-su ; MR : To Kyŏngsu), dit D.O. (hangeul : 디오), est un chanteur et acteur sud-coréen, né le 12 janvier 1993 à Goyang (Gyeonggi). Il est membre du boys band sud-coréo-chinois EXO et de son sous-groupe EXO-K. Il en est l'un des chanteurs principaux.

## Biographie

### Jeunesse et formation
Do Kyung-soo nait le 12 janvier 1993 à Goyang, dans la province de Gyeonggi. Son père est peintre et sa mère, coiffeuse[réf. nécessaire]. Il fréquente l'école élémentaire Poongsan de Goyang, avant de s'inscrire au collège Baeksin et au lycée Baekseok, situés dans la même ville[réf. nécessaire]. Il a un frère aîné, Do Seung-soo, qui a trois ans de plus que lui[réf. nécessaire].
À l'école primaire[Laquelle ?], il commence à chanter[réf. nécessaire]. Au lycée, il est un participant avide dans les compétitions locales de chant tout au long de ses années[réf. nécessaire].
En 2010, il entre dans une école de musique[réf. nécessaire]. Après avoir gagné une compétition de chant locale, il est approché par des agents de la SM Entertainment et décide de tenter sa chance aux auditions : il . Retenu par le jury, il devient ensuite stagiaire de la SM Entertainment au cours de sa deuxième année au lycée[réf. nécessaire].

### Carrière

#### 2012-2014: Début en tant que chanteur
Le 30 janvier 2012, D.O. est officiellement présenté comme huitième membre d'EXO, avec la sortie de la version coréenne du single What Is Love, dans lequel il interprète le titre avec Baekhyun[réf. nécessaire].

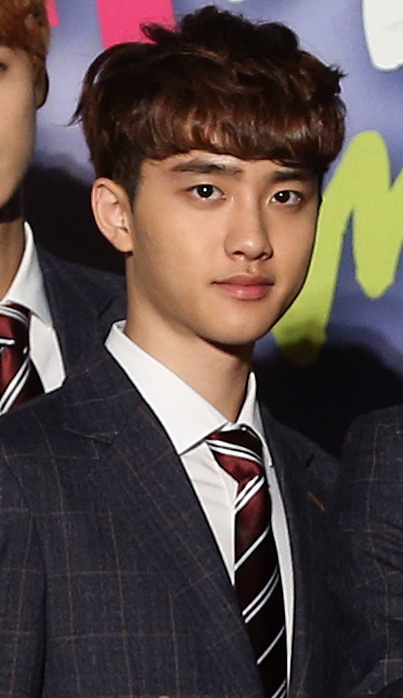
D.O. en 2013.

En juillet 2013, il fait une apparition dans la chanson Goodbye Summer du second album des f(x)[réf. nécessaire]. En décembre, lui, ainsi que Baekhyun et Chen, chantent la chanson-titre du mini-album[réf. nécessaire] Miracles in December.
En 2014, lors de la première tournée d'EXO, il interprète une chanson solo intitulée Tell Me (What Is Love), composée et arrangée par Yoo Young-jin. La version complète de la chanson, chantée par ce dernier et D.O., est sortie plus tard en février 2016 comme deuxième single hebdomadaire du projet SM Station.

#### 2014-2018: carrière d'acteur
En novembre 2014, D.O. commence sa carrière d'acteur sous son vrai nom, Do Kyung-soo, dans le film Cart (en), où il tient le rôle secondaire, celui de Choi Tae-young, un étudiant et fils d'une commerçante (jouée par l'actrice Yum Jung-ah). Ce film est présenté en avant-première au festival international du film de Toronto en septembre[réf. nécessaire]. Il y a même interprété la chanson Crying Out, pour laquelle il est nommé dans la catégorie du meilleur acteur dans un second rôle à la cérémonie des Grand Bell Awards en 2015[réf. nécessaire]. Plus tard, la même année, il joue le rôle de Han Kang-woo dans la série It's Okay, That's Love diffusée sur la chaîne SBS, aux côtés des acteurs Gong Hyo-jin et Jo In-sung.
En juin 2015, il apparaît dans la série Hello Monster, diffusée sur la chaîne KBS, et y joue le rôle d'un psychopathe. Sa prestation attire les éloges des internautes, des critiques et des membres de l'industrie[réf. nécessaire]. En août, il est choisi pour le rôle de Doo-young, un athlète national de judo, dans le film My Annoying Brother aux côtés de l'acteur Jo Jeong-seok et de l'actrice Park Shin-hye. Lors de sa sortie, ces deux acteurs principaux interprètent le titre principal, intitulé Don't Worry, My Dear. En 2017, il remporte le prix du meilleur nouvel acteur lors de la cérémonie des Blue Dragon Film Awards pour sa performance dans le film[réf. nécessaire].
En janvier 2016, il prête sa voix au personnage principal dans le film d'animation Nous, les chiens, qui sortira en 2019. Il joue le rôle principal dans le film romantique Pure Love (en) aux côtés de l'actrice Kim So-hyun. En avril, il intègre le distribution du film Along With the Gods : Les Deux Mondes, réalisé par Kim Yong-hwa, une adaptation du webtoon homonyme créée par Joo Ho-min, ainsi que sa suite. En octobre, il tient le rôle principal aux côtés de l'actrice Chae Seo-jin dans Positive Physique (en), un web-série produit par Samsung.

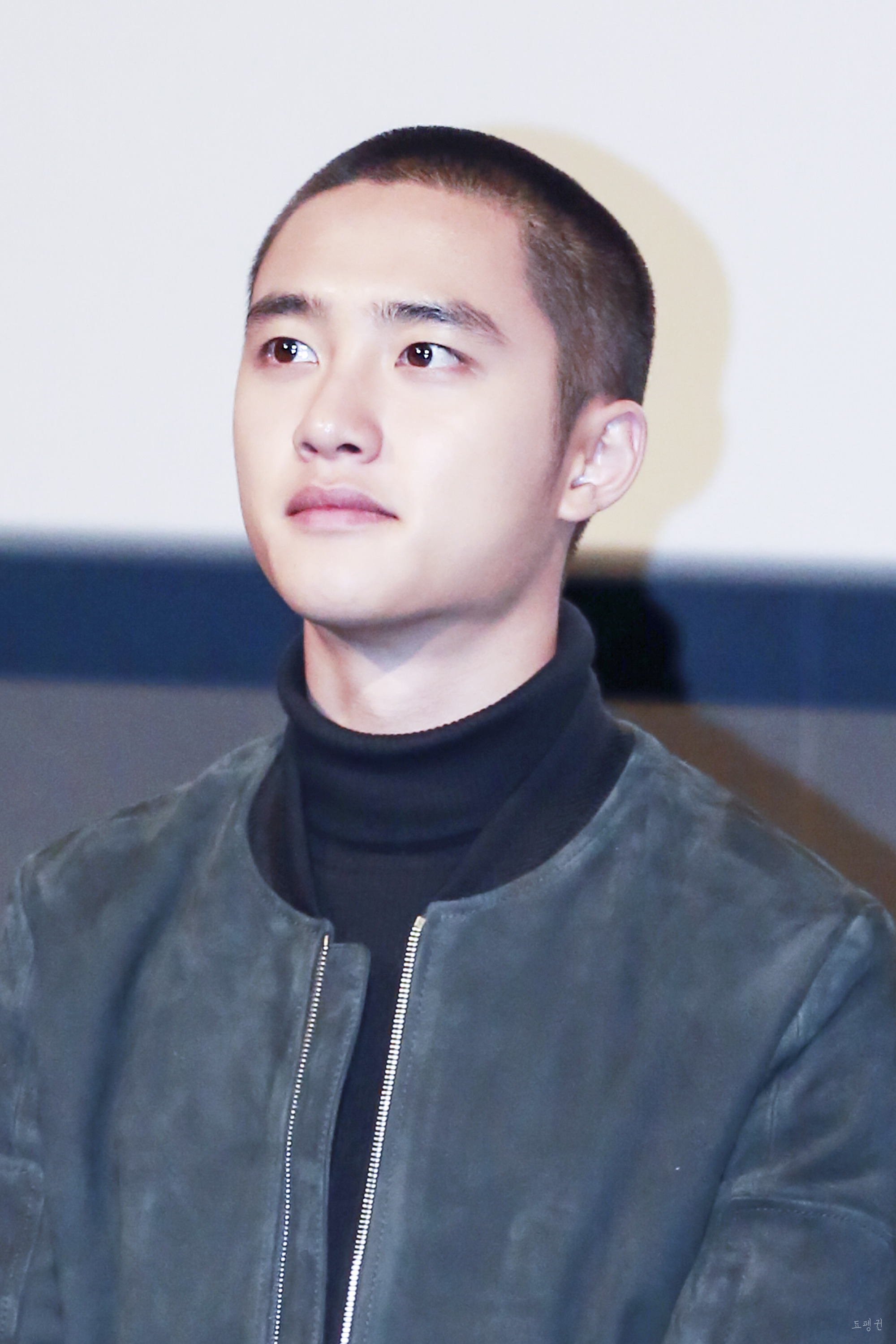
D.O. en 2017

Le 8 mai 2017, la SM Entertainment confirmé sa participation au film Swing Kids, réalisé par Kang Hyeong-cheol, dans lequel il incarne Ro Ki-soo, un soldat nord-coréen qui, au milieu du chaos se découvre une passion pour les claquettes dans un camp de concentration basé en Corée du Nord, durant la Guerre de Corée. Il participe également au thriller comique Room No.7. En décembre, il assiste au festival international du film de Macao aux côtés du réalisateur Choi Dong-hoon, en tant qu'ambassadeur coréen des relations publiques.

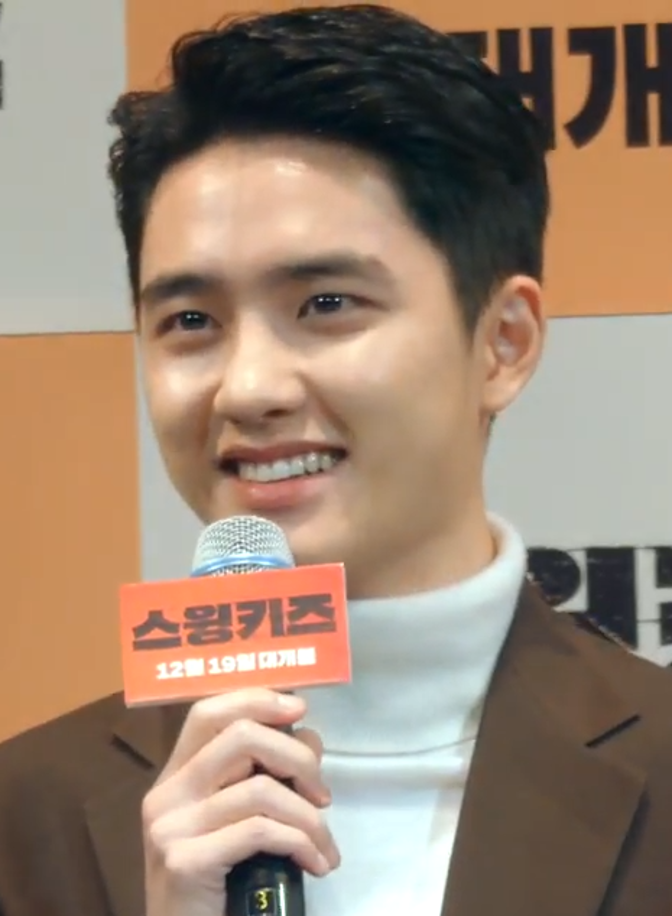
D.O. à la conférence de presse du film Swing Kids en novembre 2018.

Le 21 mars 2018, la chaîne tvN confirme qu'il fait partie de la série 100 Days My Prince. La série connaît un succès commercial et devient le cinquième drama coréen le mieux noté de l'histoire de la télévision par câble, et, en 2020, devient la première série CJ ENM à être diffusée sur la chaîne de télévision publique japonaise, NHK General TV.

#### 2019-2021: enrôlement pour le service militaire
Le 30 mai 2019, le magazine Chosun Sport révèle D.O. entamant son service militaire dès le 1er juillet[réf. nécessaire]. Né en 1993, le membre d'EXO a encore du temps avant la date limite de son enrôlement. La raison est qu'à la suite du départ de Xiu-min, il exprime sa volonté d'achever ses fonctions militaires dans les meilleurs délais. Selon la loi en vigueur sur le service militaire, ce dernier pourra reporter son départ cinq fois au total et n'aura plus qu'à s'enrôler d'ici 2021, la véritable année de son départ. Après discussion avec son agence et les membres d'EXO, D.O. partira donc à l'armée et sera le deuxième membre d'EXO à s'enrôler après Xiu-min. Il dévoile un solo en guise de cadeau pour ses fans pour son départ tout comme l'avait fait Xiu-min. Intitulé 괜찮아도 괜찮아 (That’s okay), le titre est sorti dans le cadre du projet SM Station, le 1er juillet. Il a écrit les paroles avec Jo Yoon-Kyung et Hwang Yoo-bin. Doh Kyung-soo interprète Seung-ho, personnage de la comédie musicale militaire Return en juin et juillet 2020.
Après avoir terminé sa formation, il a servi à la Division Capitale en tant que cuisinier.
En 2020, il participe à la campagne Taegeukgi pour commémorer le 70e anniversaire de la guerre de Corée et est choisi pour jouer dans la comédie musicale militaire Return: The Promise of the Day, marquant ses débuts sur la scène théâtrale et le retour de ce projet. Une des représentations est diffusée en direct, via Naver TV, le 10 juin 2020. En raison des protocoles Covid-19, les performances en personne ont été annulées et retransmis en ligne entre le 24 et le 26 septembre 2020.
Au cours de son service, il a également participé à la campagne I am Proud de la Military Manpower Administration et à la campagne de sensibilisation du ministère de la Justice de Corée du Sud contre l'exploitation sexuelle numérique,.
En octobre 2020, le réalisateur Kim Yong-hwa confirme l'engagement de Sol Kyung-gu et Do Kyung-soo dans les rôles principaux : l'un tente sauver l'autre seul, coincé, en plein espace à la suite d'un accident.

#### Depuis 2021: Retour sur la scène
Le 25 janvier 2021, après avoir pris ses dernières vacances militaires en décembre 2020 sans retourner à sa base conformément aux protocoles de l'armée concernant la pandémie de Covid-19, D.O. revient officiellement de l'armée. En février, il est choisi comme acteur principal dans Secret, un remake sud-coréen du film taiwanais du même nom.
En mars 2021, il est sélectionné comme l'un des 200 acteurs de la campagne « L'acteur est présent » par le Conseil du film coréen (KOFIC) pour représenter le passé et le présent du cinéma coréen[réf. nécessaire]. Son profil est dévoilé en mai 2021[réf. nécessaire].
Le 25 juin, il s'apprête à sortir son premier album solo en fin juillet. L'agence SM Entertainment confirme, par la suite, cette information, déclarant : « D.O. va sortir un album solo à la fin du mois de juillet. S’il vous plaît, veuillez y prêter beaucoup d’attention ». Cinq jours plus tard, le titre du mini-album est révélé : Empathy, et sort le 26 juillet prochain. Au lendemain de sa sortie, le mini-album se trouvé à la première place du Top Albums Charts de iTunes dans 59 pays différents depuis sa sortie. L'EP figure également en tête des classements d'albums physique en Chine sur QQ Music et KuGou Music et Kuwo Music, tandis qu'en Corée du Sud, il est en tête d'Hanteo Chart, de Synnara Record et HOTTRACKS. Il écrit la chanson Rose, ainsi que I'm Fine[réf. nécessaire].
En octobre 2022, il fait son retour au petit écran avec la série Bad Prosecutor, où il joue Jin-jeong, un procureur rebelle se battant pour la justice, pour lequel il remporte le prix de la meilleure interprétation à la cérémonie des KBS Drama Awards pour sa performance[réf. nécessaire], et participe à la bande originale en enregistrant Bite[réf. nécessaire].

## Discographie

### Mini-albums (EP)
- 2021 : Empathy
- 2023 : Expectation
- 2024 : Blossom

## Filmographie

### Longs métrages
- 2014 : Cart (en) (카트) de Boo Ji-young : Choi Tae-young
- 2016 : Pure Love (en) (순정) de Lee Eun-hee : Beom-sil
- 2016 : My Annoying Brother (형) de Kwon Soo-kyung : Doo-young
- 2017 : Along With the Gods : Les Deux Mondes (신과함께: 죄와 벌) de Kim Yong-hwa : Won Il-byung
- 2018 : Along With the Gods : Les 49 Derniers Jours (신과함께: 인과 연) de Kim Yong-hwa : Won Il-byung
- 2018 : Swing Kids (스윙키즈) de Kang Hyeong-cheol : Ro Ki-soo
- 2019 : Nous, les chiens (Underdog) d'Oh Seong-yun et Lee Chun-Baek : Moong-chi (voix)
- 2023 : The Moon (더 문) de Kim Yong-hwa : Hwang Seon-woo

### Séries télévisées
- 2014 : It's Okay, That's Love (괜찮아, 사랑이야) : Han Kang-woo
- 2015 : EXO Next Door (우리 옆집에 엑소가 산다) : lui-même, personnage fictif
- 2015 : Hello Monster (너를 기억해) : Lee Joon-young
- 2016 : Positive Physique (en) (긍정이 체질) : Kim Hwan-dong
- 2018 : 100 Days My Prince (백일의 낭군님) : Lee Yeol / Woo-deok
- 2019 : Dear My Room (은주의 방) : Won-soo (caméo ; épisode 11)
- 2022 : Bad Prosecutor (en) : Jin Jeong
- prévu en 2025 : The Manipulated (조각도시) : Ahn Yo-han

### Clips musicaux
- 2012 : Dear My Family de SM Town
- 2014 : I'm Your Girl de S.E.S.
- 2014 : Crying Out de lui-même
- 2016 : Tell Me (What Is Love) de lui-même, avec Yoo Young-jin
- 2016 : Don't Worry, My Dear de lui-même, avec Jo Jeong-seok
- 2017 : Dear My Family de SM Town (version Live Concert)
- 2021 : Rose de lui-même
- 2023 : Hope from Kwangya de SM Town
- 2023 : Somebody de lui-même

## Comédie musicale
- 2019 : Return: The Promise of the Day : Seung-ho